# USV Halle (szachy)
USV Halle – niemiecki klub szachowy z siedzibą w Halle (Saale), jedenastokrotny mistrz NRD.

## Historia
Początki klubu sięgają założonego w 1949 roku uniwersyteckiego związku sportowego przy Uniwersytecie Marcina Lutra w Halle i Wittenberdze pod nazwą HSG Wissenschaft Halle. Kierownikiem sekcji szachowej był Werner Ufer. W 1954 roku sekcja szachowa, razem z dziewięcioma innymi sekcjami HSG została włączona do SC Wissenschaft Halle. W latach 1955–1956 klub zdobył mistrzostwo NRD. W czerwcu 1958 roku SC Wissenschaft Halle oraz SC Chemie Halle-Leuna połączono w klub SC Chemie Halle. Sekcja szachowa SC Chemie zdobyła tytuł w sezonie 1963/1964. W 1968 sekcja szachowa uniezależniła się, przyjmując nazwę BSG Buna Halle. Pod tą nazwą klub zdobył mistrzostwo Niemiec Wschodnich w latach 1969 i 1974. W 1975 roku przemianowano klub na BSG Buna Halle-Neustadt, który następnie zdobył tytuły w latach 1975, 1978–1980 i 1986–1987. Po zjednoczeniu Niemiec klub funkcjonował początkowo jako VdS Buna Halle, a w 1994 roku dołączył do USV Halle.
W rozgrywkach kobiet klub dwudziestokrotnie zdobył mistrzostwo NRD (1959–1964, 1968, 1971–1977, 1980–1981, 1984, 1986–1987). W 1991 roku klub zadebiutował w Bundeslidze. Tę ligę wygrano w latach 2007 i 2010. W 2015 roku drużyna wycofała się z Bundesligi.
W klubie grali m.in. Jordanka Belić, Uwe Bönsch, Brigitte Burchardt, Christina Domsgen, Lutz Espig, Hans-Ulrich Grünberg, Marion Heintze, Constanze Jahn, Tatiana Kononenko, Nikoletta Lakos, Heinz Liebert, Ursula Liebert, Anke Lutz, Ildikó Mádl, Iris Mai, Burkhard Malich, Ana Matnadze, Tatjana Miełamied, Günther Möhring, Waltraud Nowarra, Natalia Straub, Anna Szarewicz, Annett Wagner-Michel i Margarita Wojska.